# Xã Westfield, Quận Medina, Ohio
Xã Westfield (tiếng Anh: Westfield Township) là một xã thuộc quận Medina, tiểu bang Ohio, Hoa Kỳ. Năm 2010, dân số của xã này là 2.482 người.